# Molopo
Molopo (afrikánsky Moloporivier, anglicky Molopo River) je řeka v Jihoafrické republice. Protéká provincií Severní Kapsko a částečně tvoří hranici s Botswanou. Je pravým přítokem Oranžské řeky. Je 1000 km dlouhá.

## Průběh toku
Pramení na planině Střední Veld a protéká jižním okrajem pouště Kalahari.

### Přítoky
Hlavní přítoky jsou sezónní řeky Nosob (zprava) a Kuruman (zleva).

## Vodní režim
Stálý tok končí nad městem Mafeking. Níže teče řeka v období dešťů až k poledníku 23° východní délky, dále je koryto suché.

## Využití
Řeka se využívá na zavlažování.